# Шербанешти (Вранча)
Шербанешти (рум. Șerbănești) насеље је у Румунији у округу Вранча у општини Корбица. Oпштина се налази на надморској висини од 165 m.

## Становништво
Према подацима из 2002. године у насељу је живело 279 становника, од којих су сви румунске националности.